# تکن هایبرید
تکن هایبرید (به انگلیسی: Tekken Hybrid) یک بازی ویدئویی گردآوری شده به سبک مبارزه‌ای است که در سال ۲۰۱۱ توسط نامکو باندای گیمز به‌طور انحصاری برای کنسول پلی‌استیشن ۳ منتشر شده‌است. این مجموعه شامل فیلم پویانمایی تکن: انتقام خون (با فرمت دیسک بلوری سه‌بعدی)، همراه با نسخهٔ بازسازی شده تکن تگ تورنومنت، و نسخهٔ آزمایشی یا دموی تکن تگ تورنومنت ۲ به نام تکن تگ تورنومنت ۲ دیباچه است که تنها شامل ۴ شخصیت قابل انتخاب همچون دویل کازویا، جین کازاما، لینگ شائویو، و آلیسا بسکونوویچ بود. فیلم انتقام خون در صورتی که دیسک بازی بر روی هر دستگاه پخش کننده بلوری بارگزاری می‌شد، قابل دسترس است. تکن تگ تورنومنت اچ‌دی برپایه نسخهٔ اصلی کنسول پلی‌استیشن ۲ است با این تفاوت که از ویژگی‌هایی از جمله گرافیک اچ‌دی به‌روزرسانی شده مشابه با مجموعه ایکو و سایه کلوسوس، و همچنین از جوایز تروفی برخوردار بود.